# Racilidea exigua
Racilidea exigua är en insektsart som först beskrevs av George Clifford Carl 1916.  Racilidea exigua ingår i släktet Racilidea och familjen gräshoppor. Inga underarter finns listade i Catalogue of Life.